# Колмснил (Тексас)
Колмснил (енгл. Colmesneil) град је у америчкој савезној држави Тексас. По попису становништва из 2010. у њему је живело 596 становника.

## Демографија
Према попису становништва из 2010. у граду је живело 596 становника, што је 42 (6,6%) становника мање него 2000. године.
| Група             | 2000.       | 2010.       |
| Белци             | 527 (82,6%) | 521 (87,4%) |
| Афроамериканци    | 65 (10,2%)  | 45 (7,6%)   |
| Азијати           | 0 (0,0%)    | 2 (0,3%)    |
| Хиспаноамериканци | 39 (6,1%)   | 20 (3,4%)   |
| Укупно            | 638         | 596         |